# Pacient 33
Pacient 33 és una pel·lícula dramàtica en català per televisió dirigida per Sílvia Quer amb guió d'Anna Espinach i Hèctor Hernández Vicens i protagonitzada per Juanjo Puigcorbé i Laura Mañá. Fou emesa per TV3 el dissabte 31 de maig de 2008.

## Argument
Jordi és un important cirurgià divorciat de Marta, que té un fill de vuit anys, malalt terminal a causa d’una hepatitis. El nen necessita un trasplantament urgent de fetge, però passa a formar part d'una llista d’espera, on ocupa el número 33. Desesperat, posarà la seva carrera en perill i serà acusat d’homicidi per imprudència per tal de salvar la vida del seu fill.

## Repartiment
- Juanjo Puigcorbé - Jordi
- Laura Mañà - Marta
- Fernando Viana - David
- Sergio Caballero - Manuel
- Albert Forner - Gustau
- Pep Cortés - Josep

## Premis
Juanjo Puigcorbé va obtenir el premi Millor interpretació masculina Mostra Cinema Valencià a la XXVIII edició de la Mostra de València. Als X Premis Tirant lo Blanc de la Indústria Audiovisual Valenciana va obtenir els guardons a la millor pel·lícula per a la televisió, millor actor, millor direcció artística, millor actor secundari (per a Albert Forner) i la millor versió valenciana.